# Onychodiaptomus sanguineus
Onychodiaptomus sanguineus är en kräftdjursart som först beskrevs av S. A. Forbes 1876.  Onychodiaptomus sanguineus ingår i släktet Onychodiaptomus och familjen Diaptomidae. Inga underarter finns listade i Catalogue of Life.